# Bitka kod Zadvarja 1646.
Bitka kod Zadvarja 1646., bitka u mletačko-osmanskim ratovima. 

## Okolnosti
Zadvarje je od oko 1503. godine bilo neprijeporno pod osmanskom vlašću, nakon što je duže godina prostor Radobilje bio ničija zemlja. U Zadvarju je tvrđava na strateški važnoj lokaciji s koje se nadzire promet preko prometnice važne još od starog vijeka. S utvrđenih objekata nadziralo se karavanski put, danas sačuvan na južnim padinama ispod tvrđave, kao i na nekoliko mjesta pokraj izvora. Turci su zadvarsku tvrđavu dodatno ojačali. U drugoj polovici 16. stoljeća napravili su kružnu građevinu na spoju južnog i zapadnog bedema te ojačali sjeverni bedem. Tih desetljeća Osmanlije su ojačavali svoje položaje u Dalmaciji. Tada su vjerojatno sagradili manje kule na stijenama zapadno od tvrđave (Kula i Kuletina).

## Bitka
Na blagdan sv. Bartula (24. kolovoza) 1646. godine, Zadvarje će nakon dugo vremena biti oslobođeno turske vlasti. Poslije je sklopljen mir nakon čega su se Turci opet vratili u tvrđavu. Konačno je Zadvarje oslobođeno 1684., a 1685. godine pretrpilo je tešku višednevnu osmansku opsadu.
U bitci kod Zadvarja poginulo je nekoliko istaknutih pripadnika hrvatske plemenitaške obitelji podrijetlom iz Bosne, a koja se je nastanila u Makarskom primorju, Babićima. Poginuli su knez Petar i sinovi mu Josip i Stjepan. Dvojica preživjelih sinova Ivan i Mate prešli su sa 150 obitelji na Brač i nastanili se u Bolu. Zbog zasluga u ovoj bitci Mletačka Republika priznala im je plemićki status conti i plemići kraljevine Bosne, Ugarske, Krajine i Makarskoga primorja, koji im je bio dodijelio bosanski kralj Ostoja 1408. i hrvatsko-ugarski kralj Vladislava 1439. godine.